# Сверчок (журнал, 1937)
«Сверчо́к» — советский литературно-художественный детский юмористический журнал, выходивший под редакцией Н. Олейникова в 1937 году. 

## История
Всего вышло 5 номеров. Имел подзаголовок «Весёлые картинки для маленьких ребят».
В журнале публиковались произведения таких авторов, как: С. Маршак, Д. Хармс, А. Введенский, Б. Житков, Л. Липавский (Л. Савельев), С. Михалков.
Художники: Б. Малаховский, В. Конашевич, Н. Радлов, Н. Травин, В. Горяев, А. Налётов, А. Успенский, Э. Будогоский.
В рубрике «Приключения маленьких человечков» публиковались истории в картинках с короткими подписями.
Критика обвинила журнал в «педологии», «клевете» и «вредительстве», и вскоре он был закрыт.